# Sinton
Sinton är administrativ huvudort i San Patricio County i Texas. Orten har fått sitt namn efter industrialisten David Sinton. Enligt 2010 års folkräkning hade Sinton 5 665 invånare.